# TV Moldova Internațional
TV Moldova Internațional byla veřejnoprávní televizní stanice, která zahájila vysílání v lednu 2007.
K 1. lednu 2013 bylo ukončeno vysílání televizní stanice.

## Dostupnost
Byl zdarma přenášen prostřednictvím satelitu Eutelsat s pokrytím 90% v Evropy, severní Asie a Severní Ameriky. Nejvíce jej sledovala besarábská diaspora v Itálii, Španělsku, Portugalsku a Kanadě.

## Rozhodnutí o zrušení
Rozhodnutí bylo přijato na zasedání dozorčí rady Teleradio Moldova. Pro uzavření kanálu hlasovala většina členů dozorčí rady.
Podle předsedy Teleradio Moldova Konstantina Marina se ukončením ušetří zhruba 2,5 milionu lei ročně. Tyto finanční prostředky budou použity pro nové vybavení vysílatele.